# 아바리스

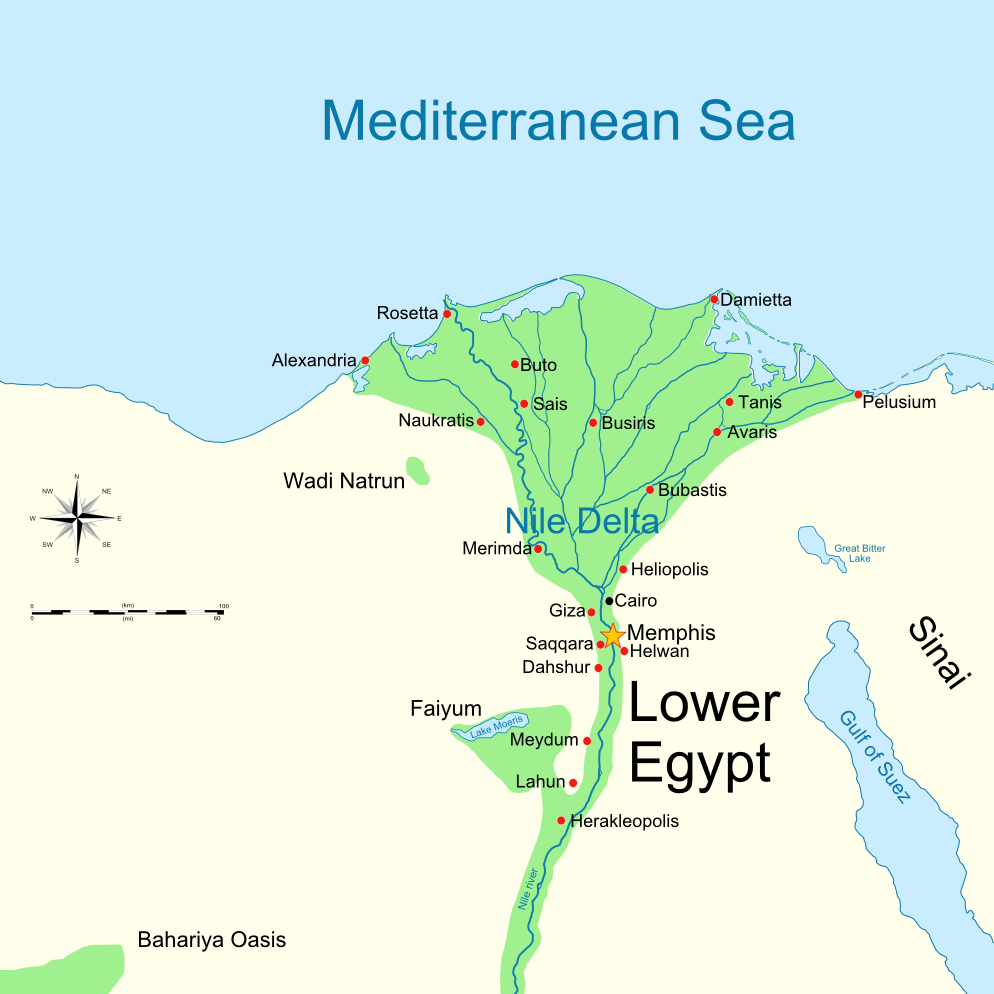

아바리스(Avaris)는 고대 이집트의 중심지 중 하나이다. 나일 삼각주의 북동부에 있으며, 이집트 제13왕조 때부터 이집트 제2중간기가 끝날 때까지 수도 및 중심지였다.